# Dario Amodei
Pour les articles homonymes, voir Amodei.
Dario Amodei (né en 1983 à San Francisco) est un chercheur et entrepreneur américain en intelligence artificielle. Il est le cofondateur et PDG d'Anthropic, la société à l'origine de Claude, une famille de grands modèles de langage. Avant cela, il était vice-président de la recherche à OpenAI,. Amodei promeut la recherche en interprétabilité et en alignement de l'IA afin d'améliorer la sécurité des intelligences artificielles.

## Éducation
Amodei est titulaire d'un diplôme de premier cycle de l'Université Stanford et d'un doctorat en physique de l'Université de Princeton. Il était chercheur postdoctoral à la faculté de médecine de l'Université Stanford.

## Carrière
De novembre 2014 à octobre 2015, il travaille chez Baidu.
Il travaille ensuite chez Google. En 2016, Amodei rejoint OpenAI.
En 2021, Amodei et sa sœur Daniela fondent Anthropic avec d'autres anciens membres expérimentés d'OpenAI ; ils font partie de ceux qui ont quitté OpenAI suite à une divergence de point de vue avec la direction.
En juillet 2023, Amodei met en garde un comité judiciaire du Sénat américain contre les dangers de l'IA, dont les risques qu'elle présente dans le développement et le contrôle d'armes.
En septembre 2023, Amodei et sa sœur Daniela sont désignés par le magazine Time comme faisant partie des 100 personnes les plus influentes en intelligence artificielle (TIME100 AI).
En novembre 2023, le conseil d'administration d'OpenAI contacte Amodei pour remplacer Sam Altman et pour éventuellement fusionner les deux startups. Amodei décline les deux offres.
En 2024, il est de nouveau inclus dans la liste des 100 personnes les plus influentes dans le domaine de l'IA, puis en 2025, toutes catégories confondues (Time 100).

## Centres d'intérêt
En octobre 2024, il se dit principalement passionné par 5 sujets en liens avec l'IA : « Biologie et santé physique ; Neurosciences et santé mentale ; Développement économique et pauvreté ; Paix et gouvernance ; Travail et sens », mais « souvent rebuté par la façon dont de nombreuses personnalités publiques évoquent les risques de l'IA (sans parler des dirigeants d'entreprises d'IA) qui parlent du monde post-IAG, comme si c'était leur mission de le réaliser à eux seuls comme un prophète menant leur peuple au salut. Je pense qu'il est dangereux de considérer les entreprises comme façonnant unilatéralement le monde, et dangereux de voir les objectifs technologiques pratiques en termes essentiellement religieux ». 
Amodei considère que les progrès en IA pourraient mener dans quelques années à l'équivalent d'un « pays de génies dans un centre de données ». Il pense que « la plupart des gens sous-estiment à quel point les avantages de l'IA pourraient être radicaux, tout comme la plupart des gens sous-estiment l'ampleur des risques ». Selon lui, cependant, « la petite communauté des gens qui discutent des futurs radicaux de l'IA le fait souvent dans un registre excessivement marqué par la « science-fiction » » ; en parlant par exemple « d'esprits téléchargés, d'exploration spatiale ou en adoptant globalement une ambiance cyberpunk ». Selon Amodei, « cela amène les gens à prendre les affirmations moins au sérieux, et à les imprégner d'une sorte d'irréalité ». Il se donne pour règle de ne pas faire de l'IA de la science-fiction, mais écrit néanmoins dans un essai de 2024 qu'il lui est difficile de ne pas s'y référer, au moins un peu : « La vérité est que la science-fiction est l'une de nos seules sources d'expériences de pensée expansives sur l'avenir ; Je pense que cela ne dit quelque chose de mauvais que si l'on est très empêtré dans une sous-culture étroite particulière ». 
Dans ce même essai, il estime que l'IA sera dans le siècle qui vient source de progrès dans 4 dimensions de la santé : 1) Biologie moléculaire traditionnelle, chimie et génétique ; ensemble ces progrès pourraient, selon lui, possiblement guérir tout ou partie de nombreuses maladies (y compris infectieuses, cancer et maladies mentales : « une prévention génétique efficace des maladies mentales semble possible ») ; 2) Mesures et interventions neuronales de haute précision ; 3) Neurosciences computationnelles avancée ; 4) Interventions comportementales. Il note que « le dépistage embryonnaire de traits complexes soulève un certain nombre de questions sociétales et sera controversé, bien que je suppose que la plupart des gens soutiendraient le dépistage des maladies mentales graves ou débilitantes ». 
Il est possible que « la plupart ou tous les humains pourraient ne pas être en mesure de contribuer de manière significative à une économie suffisamment avancée axée sur l'IA », et « nous devrons probablement nous battre pour obtenir un bon résultat ici : des trajectoires prédatrices ou dystopiques sont aussi clairement possibles, et doivent être évitées » ; « l'IA semble susceptible de permettre une propagande et une surveillance bien meilleures, deux outils majeurs dans la boîte à outils de l'autocrate. C'est donc à nous, en tant qu'acteurs individuels, de faire pencher les choses dans la bonne direction : si nous voulons que l'IA favorise la démocratie et les droits individuels, nous allons devoir nous battre pour ce résultat ».
En 2025, il continue à s'inquiéter de possibles usages « abusifs » ou malveillants, par exemple pour créer des armes biologiques ou cybernétiques, d'« une manière qui va au-delà des informations que l'on peut trouver sur Internet aujourd'hui, fondées sur l'idée qu'il est très difficile d'empêcher fiablement les modèles de connaître des informations dangereuses ou de divulguer ce qu'ils (les modèles) savent. Nous pouvons mettre des filtres sur les modèles, mais il y a un grand nombre de façons possibles de « jailbreaker » ou de tromper le modèle, et la seule façon de découvrir l'existence d'un jailbreak est de le trouver empiriquement. Si, au contraire, il était possible de regarder à l'intérieur des modèles, nous pourrions être en mesure de bloquer systématiquement tous les jailbreaks, et aussi de caractériser les connaissances dangereuses dont disposent les modèles ».

## Importance et urgence à développer l'interprétabilité de l'IA
En avril 2025, dans un essai, Amodei retrace 10 ans d'évolution de l'IA générative, en s'intéressant à ses enjeux économique et géopolitique devenus majeurs. L'IA est selon lui « inarrêtable », et il faut prendre au sérieux les préoccupations telles que « la tromperie de l'IA ou la recherche de pouvoir ». Mais il reprend la métaphore du bus lancé à pleine vitesse qu'on ne peut pas arrêter, mais qu'on peut encore diriger. 
Pour déployer l'IA de manière positive et acceptable pour la société (notamment pour que les démocraties conservent leur capacité à façonner ces technologies face à d'éventuelles dérives autoritaires), il est urgent, selon lui, de résoudre le problème de l'opacité intrinsèque des systèmes d'IA actuels qui (contrairement aux programmes informatiques traditionnels qui suivent les instructions des développeurs) se développent avec l'entraînement et manifestent des mécanismes internes « émergents » qui sont difficiles à anticiper ou à contrôler (Amodei fait partie des premiers à avoir découvert le phénomène de « superposition », un mécanisme par lequel un modèle d'IA peut encoder simultanément plusieurs concepts dans un même neurone artificiel, optimisant ainsi son apprentissage et sa capacité d'expression, mais au prix d'une interprétabilité réduite. Cela contribue à l'effet boîte noire, et explique pourquoi, malgré la présence de quelques neurones interprétables, la majorité des éléments internes restent complexes et difficiles à décomposer dans leur intégralité). Amodei insiste sur le fait que ne pas clairement comprendre pourquoi et comment une IA choisit ses réponses, comment elle produit des erreurs, ou présente des biais ou d'autres failles potentielles, est une anomalie grave, et sans précédent dans l'histoire des sciences et des technologies. 
L'IA générale étant selon lui un terme imprécis, trop empreint de science-fiction et de battage médiatique, il préfère parler d'« IA puissante » ou de « science et ingénierie de niveau expert ». Il estime que l'« IA puissante » elle-même pourrait être utilisée pour créer une IA encore plus puissante mais avec un effet plus faible que ce qu'on imagine (à cause des « rendements marginaux décroissants de l'intelligence », elle sera « limité par des facteurs non liés à l'intelligence, et l'analyse de ceux-ci est ce qui compte le plus pour la vitesse du progrès scientifique en dehors de l'IA »).
Pour Amodei, la recherche a récemment progressé dans le traçage de « circuits » internes au sein des modèles, mettant en évidence des structures responsables de certaines prises de décisions. Prolonger ces progrès permettrait de concevoir, d'ici 2027 selon lui, l'équivalent (métaphore) d'un « IRM » virtuel capables de révéler et d'analyser les mécanismes internes des réseaux de neurones artificiels. Mais pour cela, un effort urgent et coordonné entre les chercheurs (d'Anthropic, OpenAI, DeepMind...) est nécessaire, de même que la création de régulations « light-touch » (souples), pour que la capacité à comprendre les systèmes d'IA ne soit pas en retard face à la course aux performances.
Pour Amodei, l'interprétabilité améliorera la sécurité et la gouvernance de l'IA, et offre une opportunité de créer un avantage commercial compétitif en rendant les systèmes plus fiables et compréhensibles ; ignorer ces aspects pourrait avoir de graves conséquences pour l'économie, la sécurité nationale et l'éthique.

### Risques géostratégiques
Dario Amodei s'est dit favorable à un durcissement des interdictions de ventes de certaines puces Nvidia et autres vers la Chine, tout en précisant que son « objectif n’est pas de refuser à la Chine ou à tout autre pays autoritaire les immenses avantages en matière de science, de médecine, de qualité de vie, etc. qui proviennent de systèmes d’IA très puissants. Tout le monde devrait pouvoir bénéficier de l’IA. L’objectif est d'empêcher d’acquérir une domination militaire ».